# Lví hlídka
Lví hlídka (v anglickém originále The Lion Guard) je americký animovaný televizní seriál vytvořený Fordem Rileym. Seriál vychází z animovaného filmu Lví král z roku 1994. Nejprve byl 22. listopadu 2015 na stanici Disney Channel odvysílán televizní film Lví hlídka: Mocný řev se vrací, na který navázal seriál. První díl měl premiéru 15. ledna 2016 na Disney Junior a Disney Channelu. Jedná se o druhý televizní seriál, který je odvozen od Lvího krále, prvním je Timon a Pumbaa. Lví hlídka se dějově odehrává mezi filmy Lví král a Lví král 2: Simbův příběh.

## Obsazení

### Hlavní postavy
- Max Charles jako Kion (český dabing: Matěj Převrátil)
- Joshua Rush jako Bunga (český dabing: Matěj Havelka)
- Diamond White jako Fuli (český dabing: 1. řada / 2. řada (1-7 epizod) Ema Pleskačová, 2.-3. řada (8-30 epizod) Karolína Křišťálová)
- Atticus Shaffer jako Ono (český dabing: Roman Hajlich)
- Dusan Brown jako Beshte (český dabing: Martin Sucharda)
- Landry Bender jako Makini (český dabing: Ivana Korolová)
- Bryana Salaz jako Anga

### Vedlejší postavy
- Rob Lowe jako Simba (český dabing: Dušan Kollár)
- Gabrielle Union jako Nala (český dabing: Adéla Kubačáková)
- Eden Riegel jako Kiara (český dabing: Klára Nováková)
- Khary Payton jako Rafiki (český dabing: Miroslav Saic)
- Jeff Bennett jako Zazu (český dabing: Pavel Tesař)
- Kevin Schon jako Chungu
- Kevin Schon jako Timon (český dabing: Tomáš Trapl)
- Ernie Sabella jako Pumbaa (český dabing: Karel Gult)
- David Oyelowo jako Scar (český dabing: Martin Sobotka)
- Gary Anthony Williams jako Mufasa (český dabing: Pavel Rímský)
- Blair Underwood jako Makuu
- Andrew Kishino jako Janja (český dabing: Petr Neskusil)
- Vargus Mason jako Cheezi
- Ana Gasteyer jako Reirei (český dabing: Jana Zenáhlíková)
- Phil LaMarr jako Goigoi (český dabing: Libor Terš)
- Johnny Rees jako Mzingo
- Christian Slater jako Ushari
- Landry Bender jako Makini (český dabing: Ivana Korolová)
- Common jako Kiburi
- Michael Dorn jako Bupu
- Justin Felbinger jako Mtoto (český dabing: Šimon Fikar)
- Bryana Salaz jako Anga

### Speciální postavy
- Maia Mitchell jako Jasiri (český dabing: Viktorie Taberyová)
- Nika Futterman jako Zira
- Andy Dick jako Nuka
- Lacey Chabert jako Vitani (český dabing: Klára Nováková)
- Jason Marsden jako Kovu (český dabing: Robin Pařík)
- Steve Blum jako Makucha
- Nolan North jako Tamka
- Jorge Diaz jako Nduli
- Carla Hall jako Mpishi
- Sinbad jako Uroho
- Renée Elise Goldsberry jako Dhahabu
- Justin Hires jako Hodari
- Kristofer Hivju jako Kenge
- Rico Rodriguez jako Raha
- Raini Rodriguez jako Starehe
- Jacob Bertrand jako Chama
- Mekai Curtis jako Furaha
- Cade Sutton jako Mzaha
- C.C.H. Pounder jako Kongwe
- AJ McLean jako Kuchimba
- Christopher Jackson jako Shujaa
- Christopher Jackson jako Fikiri
- Peyton Elizabeth Lee jako Rani (český dabing: Eliška Jirotková)
- Heather Headley jako Kitendo
- Michael Luwoye jako Askari
- J. Elaine Marcos jako Yuki
- Kimiko Glenn jako Chuluun

## Vysílání
| Řada        | Díly        | Premiéra v USA     | Premiéra v USA     | Premiéra v ČR (Disney Channel) | Premiéra v ČR (Disney Channel) |
| Řada        | Díly        | První díl          | Poslední díl       | První díl                      | Poslední díl                   |
| ----------- | ----------- | ------------------ | ------------------ | ------------------------------ | ------------------------------ |
| Pilotní díl | Pilotní díl | 22. listopadu 2015 | 22. listopadu 2015 | 26. března 2016                | 26. března 2016                |
| 1           | 26          | 15. ledna 2016     | 21. dubna 2017     | 28. června 2016                | 30. srpna 2017                 |
| 2           | 29          | 7. července 2017   | 22. dubna 2019     | nebylo vysíláno                | nebylo vysíláno                |
| 3           | 19          | 3. srpna 2019      | 3. listopadu 2019  | nebylo vysíláno                | nebylo vysíláno                |

| Řada | Díly | Premiéra v ČR (ČT :D) | Premiéra v ČR (ČT :D) |
| Řada | Díly | První díl             | Poslední díl          |
| ---- | ---- | --------------------- | --------------------- |
| 1    | 28   | 6. července 2020      | 2. srpna 2020         |
| 2    | 30   | 3. srpna 2020         | 1. září 2020          |
| 3    | 20   | 13. října 2020        | 1. listopadu 2020     |